# Sabino Paulo
Sabino Paulo Alves Neto, mais conhecido como Sabino Paulo, (São João do Piauí, 28 de abril de 1941) é engenheiro elétrico, professor e político brasileiro, outrora deputado estadual pelo Piauí.

## Dados biográficos
Filho de David Paulo Alves e Abigail Costa Paulo. Graduado em Engenharia Elétrica pela Pontifícia Universidade Católica de Minas Gerais, foi diretor-técnico da Telecomunicações do Piauí e depois presidente da Empresa de Radiodifusão do Piauí (RADIOTEPI). Professor da Universidade Federal do Piauí, elegeu-se deputado estadual pela ARENA em 1974 e 1978. Com a restauração do bipartidarismo ingressou no PDS em 1980 e foi reeleito deputado estadual em 1982. Como delegado da Assembleia Legislativa do Piauí, votou em Tancredo Neves no Colégio Eleitoral em 1985 e pouco depois foi eleito presidente da respectiva casa por dois anos.
Em respeito à liderança do governador Hugo Napoleão ingressou no PFL sendo eleito deputado estadual em 1986 e 1990, contudo renunciou ao mandato e foi empossado conselheiro do Tribunal de Contas do Piauí em 4 de fevereiro de 1992, presidindo a referida corte entre 2001 e 2005.
Além do próprio, três parentes de Sabino Paulo foram eleitos deputados estaduais pelo Piauí: seu pai, seu irmão, Roncalli Paulo, e seu filho, Firmino Paulo.